# ال رابینسون
ال رابینسون (انگلیسی: Al Robinson; ۱۸ ژوئن ۱۹۴۷ – ۲۴ ژانویهٔ ۱۹۷۴) بوکسور اهل ایالات متحده آمریکا بود.